# 薄鳞菊属
薄鳞菊属（学名：Chartolepis）是菊科下的一个属，为多年生草本植物。该属共有2种。